# Synodontis budgetti
Synodontis budgetti е вид лъчеперка от семейство Mochokidae. Видът не е застрашен от изчезване.

## Разпространение
Разпространен е в Бенин, Камерун, Кот д'Ивоар, Мали, Нигер, Нигерия и Централноафриканска република.

## Описание
На дължина достигат до 40 cm.